# Evelin Sosa
Evelin del Carmen Sosa (ur. 14 listopada 1997) – argentyńska zapaśniczka walcząca w stylu wolnym. Złota medalistka mistrzostw Ameryki Południowej w 2017, srebrna w 2016 i brązowa w 2015. Trzecia w mistrzostwach panamerykańskich juniorów w 2016 i 2017 roku.